# Oswald Croll

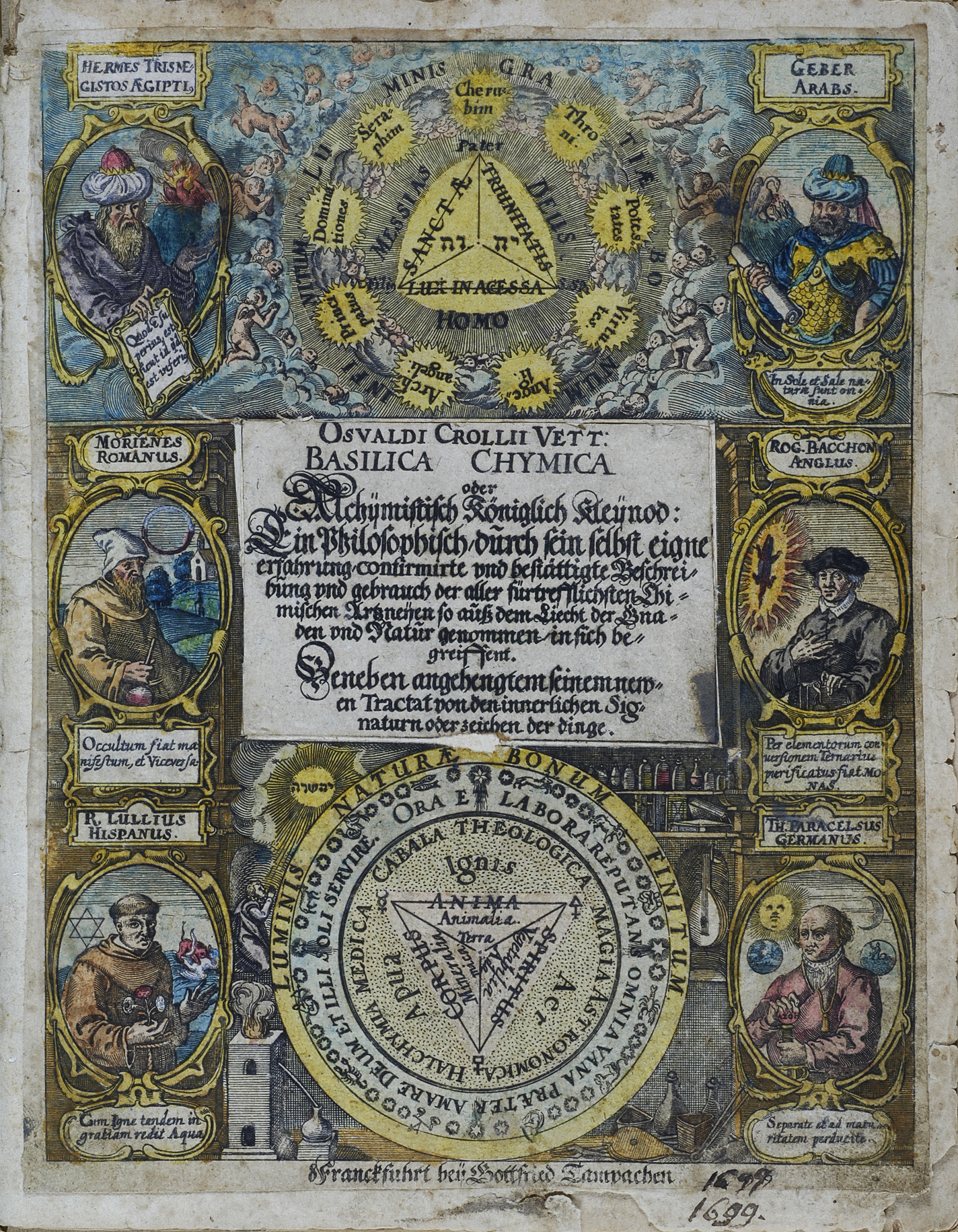
Titelblatt der Basilica Chymica, Frankfurt 1629

Oswald Croll (latinisiert Oswaldus Crollius; * 1560 in Wetter (Hessen); † 25. Dezember 1609 in Prag) war ein deutscher Arzt, Pharmazeut und Alchemist.

## Leben
Croll war der Sohn des Bürgermeisters von Wetter, besuchte dort die Stiftsschule und studierte ab 1576 in Marburg, Heidelberg, Straßburg und Genf mit der Promotion in Medizin in Heidelberg 1582. Danach war er Hauslehrer (u. a. 1583 bis 1590 bei der Familie d’Esnes in Lyon, 1593 bis 1597 für Graf Maximilian von Pappenheim) und ging auf Reisen in Deutschland, Frankreich (Paris), Italien (u. a. Neapel, wo er Giambattista della Porta traf, eins seiner Bücher war ihm gewidmet), Ungarn und Polen. Ab 1593 war er Arzt in Brünn und Prag.  1598 war er Leibarzt beim Fürsten Christian I. von Anhalt-Bernburg, der ihn als Alchemist und Pharmazeut unterstützte und ihn in Prag in diplomatischem Auftrag verwendete. Sein Hauptwerk Basilica Chymica ist ihm gewidmet. In Prag beriet er auch Kaiser Rudolf II., der selbst ein alchemistisches Labor hatte, und hatte Beziehungen zu dem an Chemie interessierten Magnaten Wok (Wolf) Ursinus von Rosenberg, der auch den Druck seines Hauptwerks im Jahr seines Todes finanzierte. 1607 besuchte er Rosenberg in Wittingau. Sein Nachlass, darunter eine Kiste mit Büchern okkulten Inhalts, kam in den Besitz von Rudolf.
Er war Anhänger der Iatrochemie in der Nachfolge von Paracelsus, die er in seinem Hauptwerk Basilica chymica von 1609  mit genauen, von ihm selbst experimentell erprobten Vorschriften für die Arznei-Herstellung  konkretisierte. Das Buch verschaffte der Iatrochemie in akademischen Kreisen Geltung. Er verwendete erstmals Bernsteinsäure als Arznei (Bernsteinsalz), lehrte die Verwendung von Vitriolweinstein (Tartarus vitriolatus) und Quecksilberchlorid (Calomel, u. a. bei Syphilis) und beschrieb wie man Chlorsilber aus Lösungen fällt und die Synthese von Ether (aus Alkohol und Schwefelsäure) und seine Verwendung als Heilmittel. Er beschrieb auch Knallgold. Ein weiteres Buch ist der Signaturenlehre gewidmet.
Er war Protestant (möglicherweise Calvinist). Sein Bruder Johannes, Pfarrer in Kaiserslautern und Koblenz, trat zum Katholizismus über; sein Bruder Porphyrius, ein Jurist, wurde beinahe in Paris als  Ketzer verbrannt.

## Schriften
- Basilica Chymica. Continens philosophicam propria laborum experientia confirmatam descriptionem et usum remediorum chymicorum selectissimorum et lumine gratiae et naturae desumptorum, Frankfurt 1609, mit Stichen von Aegidius Sadeler und Gedichten von Paul Melissus und Westonia (18 Auflagen bis 1658, unter anderem Genf 1643, 1658; französische Übersetzung: La royale chimie, 1622; auch ins Deutsche und Englische übersetzt)
- De signaturis internis rerum, 1609 (deutsch 1623)

## Textausgaben
- Wilhelm Kühlmann, Joachim Telle (Hrsg.): Oswaldus Crollius: De signaturis internis rerum. Die lateinische Editio princeps (1609) und die deutsche Erstübersetzung (1623) (= Heidelberger Studien zur Naturkunde der frühen Neuzeit. Band 5). Franz Steiner, Stuttgart 1996, ISBN 3-515-06983-6
- Wilhelm Kühlmann, Joachim Telle (Hrsg.): Alchemomedizinische Briefe 1585 bis 1597 (= Heidelberger Studien zur Naturkunde der frühen Neuzeit. Band 6). Franz Steiner, Stuttgart 1998